# Stratigrafska geologija
Stratigrafska geologija daje prikaz glavnih stupnjeva razvitka Zemlje kao cjeline, od njezina postanka kao samostalnog svemirskog tijela do danas. 
Uže shvaćena stratigrafija bavi se razvrstavanjem stijena litosfere prema redosljedu njihova postanka. Određuje se njihova relativna i (približna) "apsolutna" starot. 
Ako je u središtu proučavanja sukcesija vremenski i prostorno povezanih litoloških cjelina, govorimo o litostratigrafiji. 
Kada se pak ograničavamo na prikaz vremenskog slijeda organizama geološke prošlosti i na taj način određujemo redoslijed stijena u kojima se nalaze, bavimo se problemima biostratigrafije. 
Pitanjima uže shvaćenih fizičkogeografskih promjena i stanja u geološkoj prošlosti bavi se paleogeografija,  a same klimatske promjene obuhvaćene su paleoklimatologijom itd.